# Santiago Dellape
Santiago Dellape (Brasília, 1983) é um cineasta brasileiro, tendo dirigido e produzido filmes, telefilmes, videoclipes e curtas. 
Seu trabalho mais conhecido, o longa-metragem A Repartição do Tempo, recebeu a Menção Especial do Júri no 37º Fantasporto. Seu curta Ratão foi eleito Melhor filme curta-metragem pelo Júri Popular no 38º Festival de Gramado.

## Biografia
Santiago Dellape é diretor, produtor, montador e roteirista de cinema formado em Audiovisual e Jornalismo pela Universidade de Brasília (UnB). O curta Nada Consta (2006) foi seu trabalho de conclusão do curso. Tem interesse nas áreas de ficção científica, aventura, terror e fantasia - em entrevista, ele comenta que há uma "lacuna enorme no cinema brasileiro" nessas áreas.
Dirigiu o longa-metragem de ficção científica A Repartição do Tempo (2016), sua primeira experiência de longa-metragem no cinema. Antes dela, porém, já havia dirigido o telefilme Meio Expediente (2017), exibido na Rede Globo, o videoclipe Pequeno Dicionário das Ruas (2013) e diversos curtas como Ratão (2010), Nada Consta 2: Malditos Robôs (2008) e A Vingança da Bibliotecária (2005).
Produziu e escreveu o telefilme Fuga de Natal (2018), dirigido por Gui Campos e exibido na Rede Globo.
Produziu e montou o curta-metragem Ana Beatriz (2009), dirigido por Clarissa Cardoso.
Escreveu e codirigiu o documentário Plano B (2013), dirigido por Getsemane Silva.

## Prêmios
O cineasta recebeu mais de 40 prêmios, com destaque para:
- Melhor Filme do Júri Popular no 38º Festival de Gramado por Ratão;[13]
- Melhor Roteiro no 39º Festival de Brasília do Cinema Brasileiro por Nada Consta;[14]
- Melhor Montagem no 32º Festival Internacional de Cine Independiente de Elche (Espanha) por Ana Beatriz;[15]
- Menção Especial do Júri no 37º Festival Internacional de Cinema Fantástico do Porto por A Repartição do Tempo.[16]

## Filmografia
| Ano  | Filme                                | Trabalhou como                                                  | Formato        | Ref.   |
| ---- | ------------------------------------ | --------------------------------------------------------------- | -------------- | ------ |
| 2018 | Fuga de Natal                        | Produtor, Montador e Roteirista                                 | Telefilme      | [ 10 ] |
| 2017 | Meio Expediente                      | Diretor, Produtor, Montador e Roteirista                        | Telefilme      | [ 4 ]  |
| 2016 | A Repartição do Tempo                | Diretor, Produtor, Montador e Roteirista                        | Longa-metragem | [ 16 ] |
| 2013 | Sexy Fi: Pequeno Dicionário das Ruas | Diretor, Produtor, Montador e Roteirista                        | Videoclipe     | [ 5 ]  |
| 2013 | Plano B                              | Codiretor e Roteirista                                          | Documentário   | [ 12 ] |
| 2010 | Ratão                                | Diretor, Produtor, Montador e Roteirista                        | Curta-metragem | [ 6 ]  |
| 2008 | Nada Consta 2: Malditos Robôs        | Diretor, Produtor, Montador e Roteirista                        | Curta-metragem | [ 7 ]  |
| 2008 | Ana Beatriz                          | Produtor e Montador                                             | Curta-metragem | [ 11 ] |
| 2007 | Bem Vigiado                          | Diretor, Produtor e Roteirista                                  | Curta-metragem | [ 17 ] |
| 2006 | Nada Consta                          | Diretor, Produtor, Montador, Diretor de Fotografia e Roteirista | Curta-metragem | [ 2 ]  |
| 2005 | A Vingança da Bibliotecária          | Diretor, Produtor e Roteirista                                  | Curta-metragem | [ 8 ]  |